# Onthophagus penmani
Onthophagus penmani es una especie de insecto del género Onthophagus, familia Scarabaeidae, orden Coleoptera.

Fue descrita científicamente por Masumoto & Ochi & Hanboonsong en 2002.